# Begonia echinosepala
Begonia echinosepala là một loài thực vật có hoa trong họ Thu hải đường. Loài này được Regel mô tả khoa học đầu tiên năm 1871.